# Agrotis charmocrita
Agrotis charmocrita är en fjärilsart som beskrevs av Edward Meyrick 1928. Agrotis charmocrita ingår i släktet Agrotis och familjen nattflyn. Inga underarter finns listade i Catalogue of Life.